# Квітучий провулок (Київ)
Квіту́чий прову́лок — провулок у Шевченківському районі міста Києва, місцевість Татарка. Пролягає від провулку Анатолія Кудрицького до Загорівської вулиці.

## Історія
Провулок виник у 2-й половині XIX століття, складався з Новобогоутівської вулиці та Істомінського проїзду, за ім'ям російського флотоводця, героя Севастопольської оборони 1854–1865 років, контр-адмірала Істоміна Володимира Івановича (1809–1855). Сучасна назва — з 1938 року, підтверджена 1944 року.
До середини XX століття починався від Нагірної вулиці. Скорочений у зв'язку із будівництвом інституту автоматики НАН України.

## Пам'ятки архітектури
Будинок № 4 — колишній особняк, збудований 1912 року у стилі модерн, має статус пам'ятки архітектури та містобудування.

## Культові споруди
1996 року ієромонахом Алексієм (Пергаменцевим) на території власної садиби за адресою Квітучий провулок, 18 засновано Свято-Іоанівский монастир Російської православної  церкви закордоном.

## Зображення

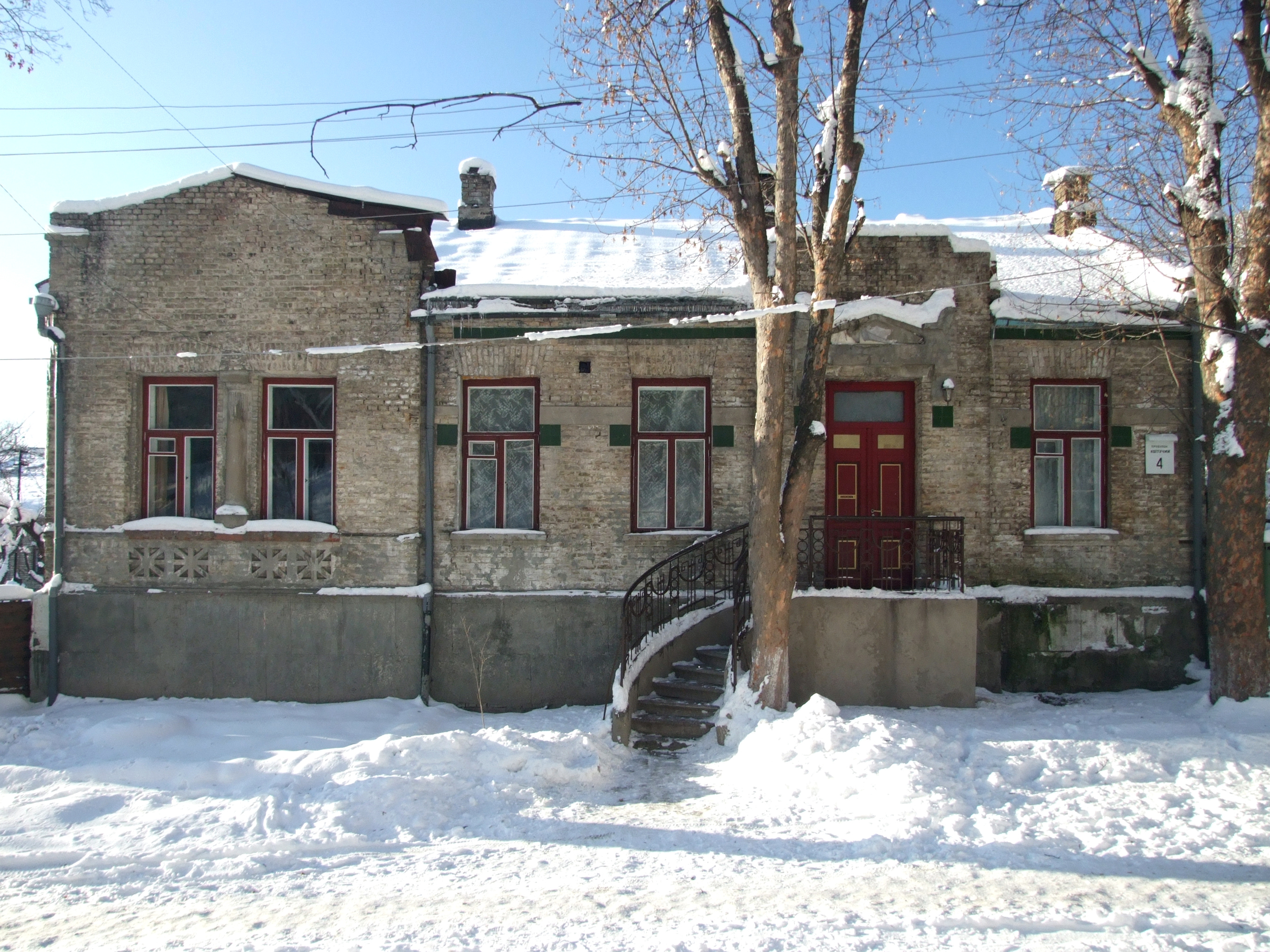
Будинок № 4, пам'ятка архітектури, поч. XX ст.
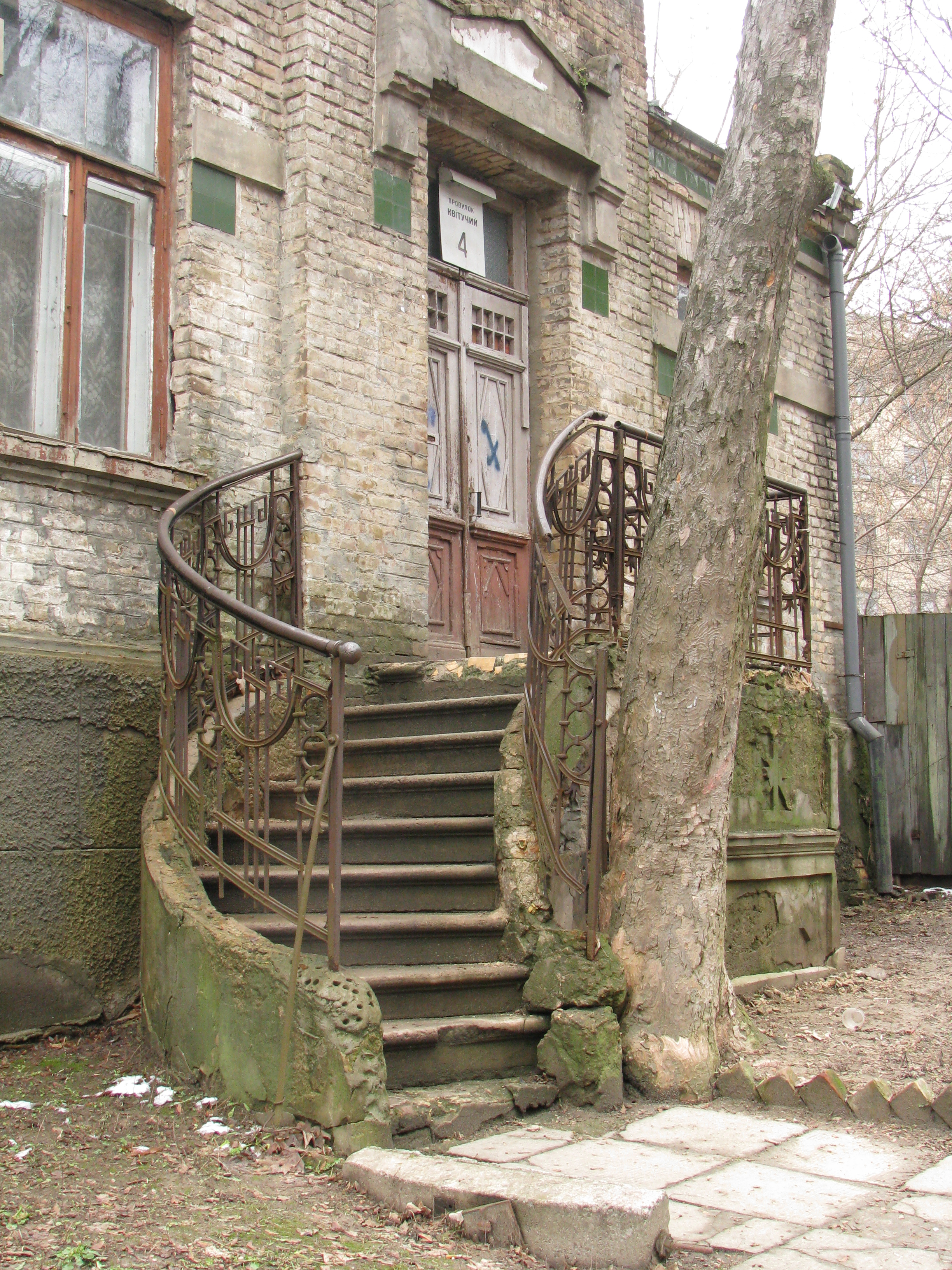
Особняк, Квітучий провулок , 4
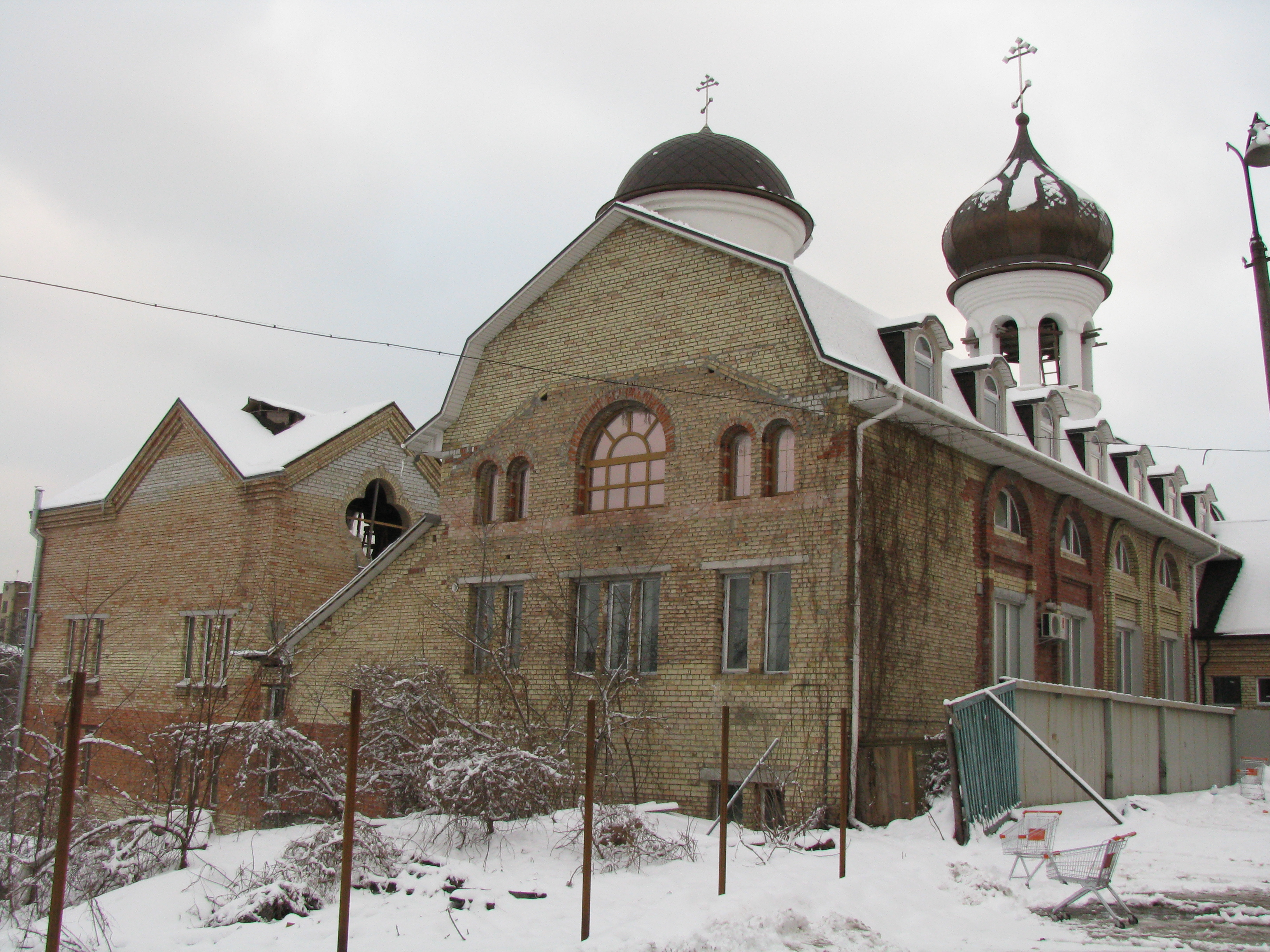
Свято-Іоановского монастир Російської Православної Закордонної Церкви